# Jeff Owen Hanson
Jeffrey Owen Hanson (* 30. September 1993 in Overland Park) ist ein stark sehbehinderter US-amerikanischer Maler und Philanthrop.

## Leben
Jeffrey Owen Hanson wurde am 30. September 1993 als Sohn von Hal und Julie Hanson in Overland Park geboren. Im Alter von sechs Jahren wurde bei Hanson eine Neurofibromatose diagnostiziert. Die Krankheit verursachte bei ihm einen Tumor am Sehnerv, durch welchen seine Sehkraft im Alter von zwölf Jahren äußerst stark beeinträchtigt wurde. Neben einer Chemotherapie musste sich Hanson auch 28 Tage einer Strahlentherapie unterziehen. Neben der Sehbehinderung litt Hanson zu dieser Zeit auch unter einer Lernstörung und unter Hyperaktivität. Während des 6. Schuljahres wechselte er auf die Kansas State School for the Blind. Seinen Highschool-Abschluss machte er an der Horizon Academy, einer Schule für Lernbehinderte in Kansas City. Nach seinem Schulabschluss widmete er sich ganz der Kunst und dem Verkauf seiner Bilder für wohltätige Zwecke.

## Wirken
Um eine Ablenkung von den anstrengenden Therapien zu finden, begann Hanson im Jahre 2006 damit, mit Wasserfarben auf Karteikarten zu malen. Auf Grund dieses Karrierebeginns bezeichnet sich Hanson auch selbst als accidental artist. Um ein paar Dollar zu verdienen, verkaufte er seine bemalten Karteikarten zusammen mit Backwaren seiner Mutter an der Zufahrt zu seinem Elternhaus. Bereits am Ende desselben Sommers hatte er auf diese Weise 15.000 USD eingenommen, welche er der Children’s Tumor Foundation spendete, um die Forschung zu seiner Krankheit zu fördern.
Nach den ersten Anfängen ging Hanson dazu über, Gemälde mit Acrylfarben auf Leinwand zu fertigen, welche er dann auf Wohltätigkeitsveranstaltungen versteigerte. Auf diese Weise erzielte Hanson innerhalb von fünf Jahren einen Verkaufserlös von 350.000 USD für seine Gemälde, welchen er für 50 verschiedene Wohltätigkeitsprojekte stiftete. An einem Abend verkaufte er auf einer Auktion ein einziges Gemälde für 15.000 USD; ein weiterer Bieter zahlte denselben Preis dafür, dass Hanson von diesem Gemälde ein zweites Exemplar anfertigte. So nahm er innerhalb von nur wenigen Minuten 30.000 USD ein.
Im Alter von siebzehn Jahren setzte er sich zum Ziel, durch den Verkauf seiner Kunst eine Million USD für wohltätige Zwecke einzunehmen. Diese Zielsetzung hatte er bereits vor seinem 20. Geburtstag erreicht. Mittlerweile zählen auch mehrere Prominente zu den Käufern von Hansons Bildern, unter ihnen Warren Buffett, Elton John und Billy Joel. Hanson hat insgesamt über 1.400 Gemälde gefertigt. Seine Bilder erzielen auf Auktionen inzwischen Preise zwischen 46.000 und 68.000 USD. Neben der Malerei entwirft er auch Designs für handbemalte Kleider, welche auf Modenschauen präsentiert werden.
2014 ging bei dem von der Children’s Tumor Foundation veranstalteten Autorennen Racing4Research auf dem Daytona International Speedway ein nach der Vorlage eines Gemäldes von Hanson lackierter Porsche 911 GT an den Start.

## Ehrungen und Auszeichnungen
- 2012: National Spirit of Community Award des US-amerikanischen Versicherungsunternehmens Prudential[1]